# Springfield (Neuseeland)

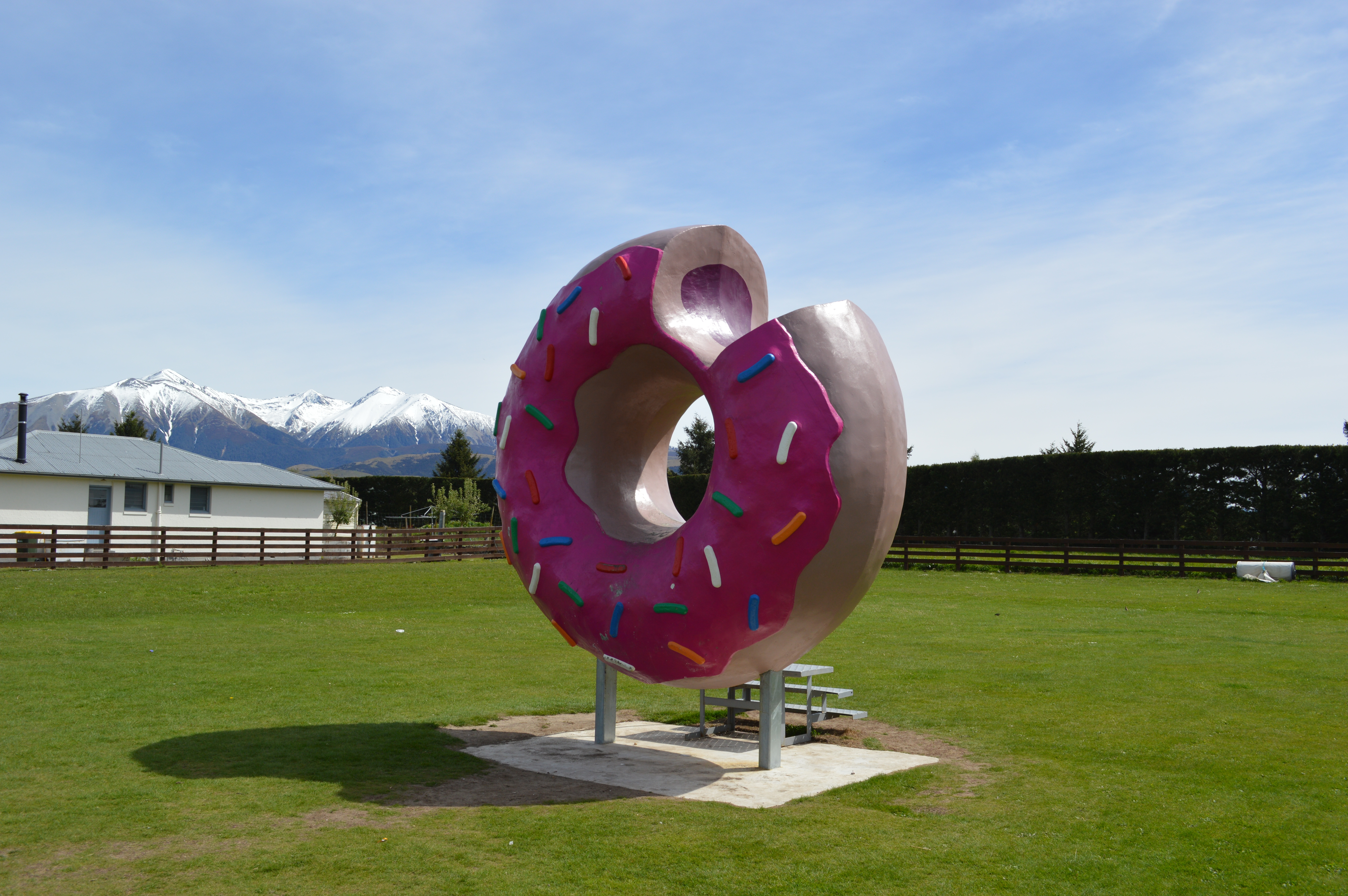
Donut Skulptur

Springfield ist ein kleines Dorf im Selwyn District der Region Canterbury auf der Südinsel von Neuseeland.

## Geographie
Der Ort befindet sich rund 68 Straßenkilometer westlich von Christchurch in den Canterbury Plains am östlichen Ausläufer der Russell Range. In einem Halbkreis von Südwesten bis Nordosten um den Ort herum führend, erstrecken sich die Big Ben Range mit dem 1655 m hohen Ben More, die Torlesse Range mit dem 1998 m hohen Castle Hill Peak und den Bergen des Oxford Forest mit dem 1364 m hohen Mt. Oxford. Springfield selbst liegt in der Talebene des Waimakariri Rivers, der 5 km östlich sich sein Flussbett geschaffen hat. Durch Springfield fließt der Kowai River, der nach östlichem Verlauf in den Waimakariri River mündet.
Verkehrstechnisch angebunden ist Springfield über den New Zealand State Highway 73 mit Christchurch im Osten und über den Arthur’s Pass führend mit der West Coast im Westen. Ebenso führt die Eisenbahnstrecke des TranzAlpine durch den Ort und verbindet Springfield mit Greymouth an der Westküste und Christchurch an der Ostküste.

## Geschichte
Ursprünglich nannte sich Springfield Kowai Pass, als der Ort um die 1860 gegründet wurde. Goldfunde an der Westküste machten den Ort zu einer wichtigen Station auf der mehr als einen Tag dauernden Reise quer durch die Südinsel. 1865 eröffnete die Firma Cassidy and Co einen Kutschendienst, Cobb and Co Stage coach genannt, der nach der Fertigstellung der Straße nach Westen vom 8. März 1866 an zwei Mal die Woche auf Reise ging.
Als am 5. Januar 1880 die Midland Line von Rollstone kommend bis nach Kowai Pass in Betrieb ging, bekam der Ort aus postalischen Gründen den Namen Springfield. Durch die Umbenennung, wollte man seinerzeit Verwechselungen mit dem damaligen Kowai District in Amberley vermeiden.
Die Entdeckung von Kohle in der Gegend um Springfield machte den Ort bis in die 1890er Jahre schnell zu einem der wichtigsten Bergbauorte der Region. Eine der größten Bergbaufirmen seiner Zeit, die Springfield Collery Company, hatte hier ihren Sitz. Größter Abnehmer der Kohlenproduktion, war das Töpferhandwerk, das ebenfalls zur Bekanntheit von Springfield beitrug. Bedeutung bekam der Ort ferner durch den Bau der Eisenbahn, die seit 1923 durchgehend die West- mit der Ostküste der Südinsel verbindet. Die Anbindung des Ortes an das Stromnetz des Wasserkraftwerks des Lake Coleridge erfolgte ab 1926.

## Bevölkerung
Der Ort hat um die 300 Einwohner.

## Wirtschaft
Der Ort lebt heute hauptsächlich von der Schafzucht und von Reisenden, die einen kurzen Zwischenstopp auf ihrer Reise zwischen Christchurch und der alpinen Bergregionen, sowie der Westküste einlegen. Zusammen mit dem Selwyn District Council versucht Springfield den Tourismussektor für sich zu entwickeln und den Ort und Umgebung für Urlauber und Sportbegeisterte attraktiv zu machen.

## Verkehr
Springfield liegt an der Midland Line, der Bahnstrecke, die die Neuseeländischen Alpen quert und von Rolleston nach Greymouth führt. Hier hält auch der einzige Personenzug, der auf der Strecke verkehrt, der TranzAlpine.

## Donut Skulptur
Für die Hilfe und Unterstützung für die Promotion zum Filmstart von The Simpsons im Juli 2007 spendete die amerikanische Filmgesellschaft 20th Century Fox der kleinen Stadt Springfield einen übergroßen angebissenen Doughnut aus glasfaserverstärktem Kunststoff. 2009 wurde die Skulptur Opfer eines Brandanschlags, danach demontiert und nach drei Jahren durch einen über sechs Tonnen schweren Doughnut am 1. Juli 2012 ersetzt. Die neue Skulptur hat eine Höhe von rund 4 m und wurde aus Beton und Stahl konstruiert.

## Springfield Fault
Die Springfield Fault, die 1924 entdeckt wurde, ist eine bisher weitgehend unerforschte Verwerfung, die südwestlich von dem Ort Springfield über die Russell Range quer durch das Tal des Hawkins River in südwestliche Richtung verläuft. Zusammen mit der südlicheren fast parallel verlaufenden Kowai Fault gehört die Springfield Fault zu dem Verwerfungssystem, dass sich westlich und nördlich um die Canterbury Plains herum gebildet hat und dort die Topologie der Bergketten bestimmt. Die Springfield Fault ist 43 km lang und wirft sich in südwestlicher Richtung auf.
Bisher ist die Springfield Fault in Bezug auf größere Aktivitäten nicht in Erscheinung getreten. Die letzte Aktivität wurde am 28. Januar 2011 mit einer Stärke von 3,7 Mw gemessen.